# Thorvaldur Gylfason
En aquest nom islandès, el darrer nom és un patronímic, no pas un cognom. La manera de referir-se a aquesta persona és pel nom de pila.
Thorvaldur Gylfason, grafia islandesa Þorvaldur Gylfason, (18 de juliol de 1951) és un economista islandès, catedràtic d'economia a la Universitat d'Islàndia que ha participat en diferents investigacions sobre política internacional en universitats europees i americanes. Doctorat a la Universitat de Princeton, on hi exercí de professor; entre els anys 1976 i 1981 va treballar al Fons Monetari Internacional, pel qual actualment és assessor, i també ho és del Banc Mundial i de la Comissió Europea. Va ser un dels vint-i-cinc representants al Consell Constitucional d'Islàndia (2010), un òrgan elegit per revisar la Constitució.